# Podecrer!
Podecrer! é um filme brasileiro de 2007, do gênero comédia, dirigido por Arthur Fontes, com roteiro baseado no livro Podecrer!, de Marcelo O. Dantas. O filme foi produzido pela Sony Pictures, Conspiração Filmes e distribuido pela Columbia Pictures do Brasil.

## Enredo
No Rio de Janeiro, em 1981, um grupo de amigos está no ano de sua formatura no colégio São Jorge. Entre eles está Carol, filha de exilados políticos que retornou recentemente ao Brasil. Ela logo se torna amiga de Melissa e Silvinha, que a apresentam a João, PP, Marquinho e Tavico, os integrantes da banda de rock mais conhecida do colégio. Há ainda Ana Cláudia e Duda, patricinhas que rivalizam em tudo com Melissa e Silvinha. João e Carol logo sentem-se atraídos, mas Ana Cláudia, que é a garota mais bonita do colégio, está decidida a conquistá-lo. Em meio às festas e namoros, eles ainda precisam se preocupar com o vestibular e o futuro de suas vidas.

## Produção
Os arranjos e riffs da banda Podecrer! são de Roberto Frejat. É o primeiro longa-metragem de ficção que Arthur Fontes dirige sozinho; antes ele apenas havia participado de Traição (1998), onde dirigiu um dos três episódios do filme. Foi filmado nas dependências do Instituto Superior de Educação do Rio de Janeiro

## Elenco
- Maria Flor como Carol
- Dudu Azevedo como João
- Fernanda Paes Leme como Melissa
- Liliana Castro como Silvinha
- Gregório Duvivier como Marquinho
- Marcelo Adnet como Tavico
- Júlia Gorman como Duda
- Sílvio Guindane como PP
- Léo Rosa como Rafael
- Rafael Infante como Lucas
- Giselle Batista como Luna
- Malu Mader como mãe de Carol
- José de Abreu como pai de Carol
- Patricia Travassos como mãe de João
- Lulu Santos como Padre Falcão
- Natália Subtil como Cibele
- Stephan Nercessian como Inspetor Fleury